# Futurinô
 (février 2023).
Si vous disposez d'ouvrages ou d'articles de référence ou si vous connaissez des sites web de qualité traitant du thème abordé ici, merci de compléter l'article en donnant les références utiles à sa vérifiabilité et en les liant à la section « Notes et références ».
Albums de Rinôçérôse
Rinôçérôse
Futurinô est un album du groupe Rinôçérôse. Il est sorti en 2009.

## Liste des titres
| 1.    | Panic Attack                         | 4:02 |
| 2.    | Time Machine                         | 3:27 |
| 3.    | Where You From?                      | 3:37 |
| 4.    | Head Like A Volcano                  | 3:15 |
| 5.    | Mind City                            | 4:39 |
| 6.    | Touch Me                             | 3:50 |
| 7.    | The Heroic Sculpture Of "Rinôçérôse" | 5:17 |
| 8.    | Tomorrow                             | 4:05 |
| 9.    | My Cadillac                          | 2:55 |
| 10.   | Weekend Of Sin                       | 4:12 |
| 39:19 |                                      |      |